# Asiento (náutica)

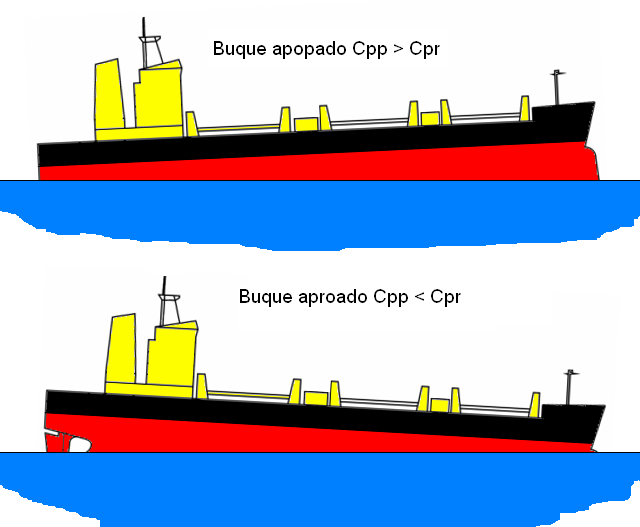
Asiento positivo y negativo.

En náutica, el asiento de un buque (A) se define como la diferencia entre el calado de popa (Cpp) y el calado de proa (Cpr) para una línea de flotación (F) determinada.
- A = Cpp - Cpr

- - A > 0: asiento positivo o apopante.
  - A = 0: asiento cero o en aguas iguales.
  - A < 0: asiento negativo o aproante.

La comparación de los asientos en diferentes flotaciones dará lugar a la alteración.